# Harbin Z-6
Harbin Z-6 (označován někdy také jako Zh-6) je víceúčelový užitkový vrtulník střední hmotnostní kategorie s čtyřlistým nosným rotorem a třílistým tlačným vyrovnávacím rotorem. Vrtulník vznikl na konci 60. let úpravou čínských licenčně vyráběných strojů Harbin Z-5. Ve své době se jednalo o vrtulník podobný úspěšným sovětským strojům Mil Mi-8.

## Historie a vývoj
Od roku 1963 produkoval čínský výrobce Harbin Aircraft Manufacturing Corporation v Charbinu vrtulníky Harbin Z-5. Jednalo se o licenčně vyráběné sovětské vrtulníky Mil Mi-4. V roce 1966 se rozhodli čínští konstruktéři osadit vrtulník Z-5 turbohřídelovým motorem Wozhou WZ-5 o výkonu 1618 kW. Šlo o vůbec první čínský vrtulník vybavený turbohřídelovým motorem. Vzhledem k tomu, že byl motor umístěn pod hlavní rotor, došlo k přesunu pilotní kabiny až do přídě vrtulníku. Současně došlo k úpravám celé přídě a zvětšila se také nákladová kabina. S využitím výkonnějšího motoru vzrostl rovněž dolet i rychlost vrtulníku. Nový stroj získal brzy označení Harbin Z-6. První prototyp byl dokončen již v roce 1967, ale první let uskutečnil až 15. prosince 1969. Druhý prototyp vzlétl 25. prosince téhož roku. Prvním pilotem se stal Wang Pejmin, který byl již dříve testovacím pilotem pro vrtulníky Z-5.
Po čínsko-sovětských ozbrojených střetech na hranicích obou zemí byl vývoj vrtulníků Z-6 přesunut z Charbinu do Čchang-čou a Changhe. Zde se na vývoji spolupodílel Institut pro výzkum a vývoj helikoptér. 7. srpna 1972 došlo k havárii jednoho ze strojů Z-6, při které zahynulo šest osob. Jako příčina nehody byla určena špatná konstrukce motoru, který se při letu zadřel. Vzhledem k tomu, že tou dobou se ve velkém množství prosazovaly nové sovětské vrtulníky Mil Mi-8, kterým se stroje Z-6 konstrukčně podobaly, rozhodla se čínská vláda výrobu ukončit. Celkem bylo vyrobeno 15 kusů. V Čínské lidové republice byly vrtulníky certifikovány až v roce 1977.
V roce 1979 byl experimentálně jeden z vrtulníků Z-6 osazen turbohřídelovým motorem Pratt & Whitney Canada PT6T-6, ovšem výsledky zkoušek nejsou známy.

## Uživatelé
Čínská lidová republika
- Letectvo Čínské lidové osvobozenecké armády

## Specifikace
Data podle publikace Chinese aircraft : China's aviation industry since 1951.

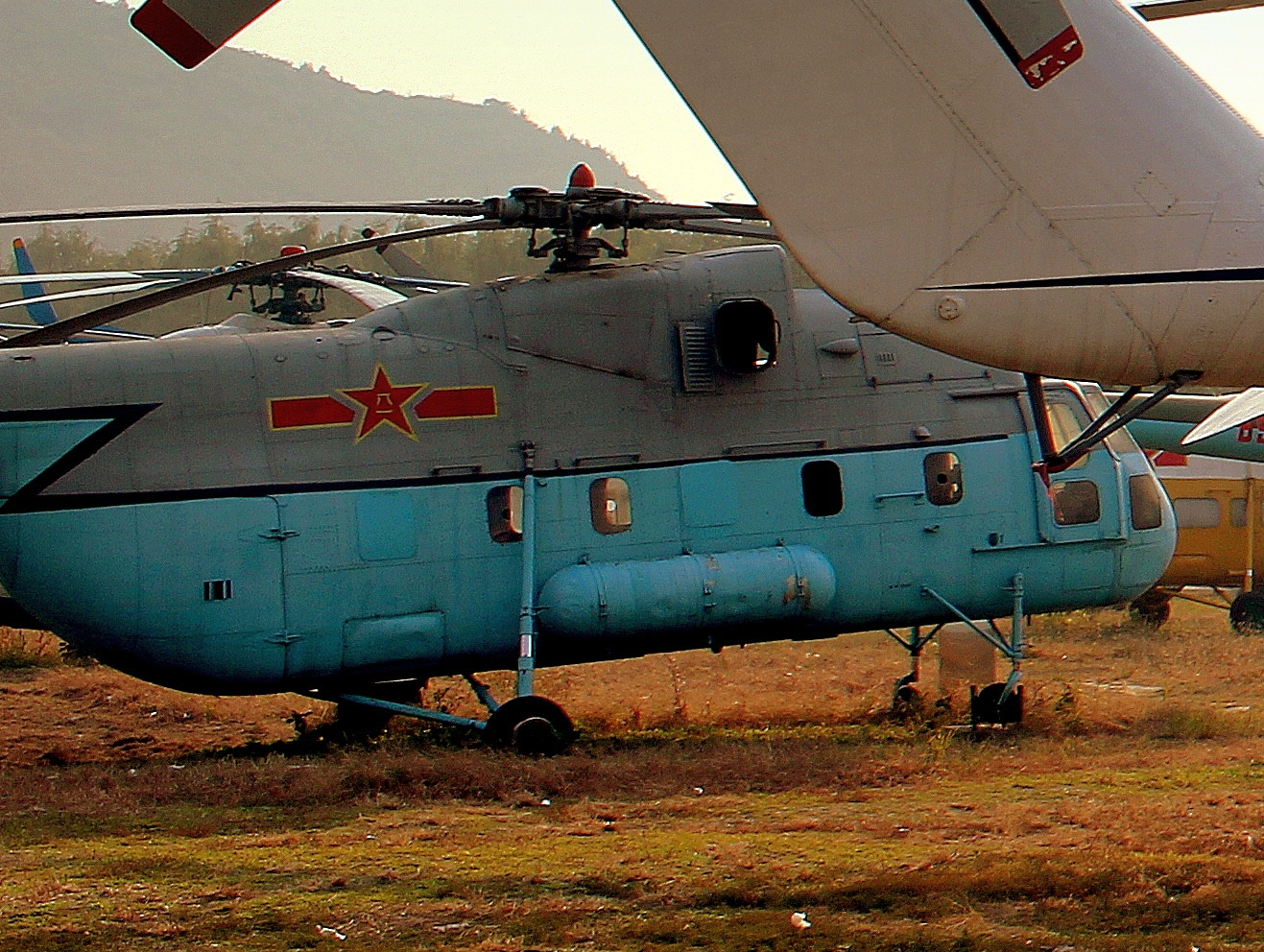
Harbin Z-6

### Technické údaje
- Užitečná zátěž: 12 osob nebo 1200 kg vnitřního nákladu
- Délka trupu: 20,962 m
- Výška trupu: 5,593 m
- Průměr nosného rotoru: 21,0 m
- Maximální vzletová hmotnost: 7600 kg
- Pohonná jednotka: 1 × turbohřídelový motor Wozhou WZ-5 o výkonu 1618 kW[1]

### Výkony
- Maximální rychlost: 192 km/h
- Dolet: 651 km